# Aniseia
Aniseia es un género  de plantas fanerógamas perteneciente a la familia de las convolvuláceas. Comprende 36 especies descritas y de estas, solo 5 aceptadas.

## Taxonomía
El género fue descrito por Jacques Denis Choisy   y publicado en Mémoires de la Société de Physique et d'Histoire Naturelle de Genève 6(2): 481–482. 1834. La especie tipo es: Aniseia martinicensis (Jacq.) Choisy.

## Especies aceptadas
A continuación se brinda un listado de las especies del género Aniseia aceptadas hasta diciembre de 2013, ordenadas alfabéticamente. Para cada una se indica el nombre binomial seguido del autor, abreviado según las convenciones y usos. 
- Aniseia argentina (N.E. Br.) O'Donell
- Aniseia cernua Choisy
- Aniseia harmandii (Gagnep.) P.H. Hô
- Aniseia heterophylla (Ortega) Meisn.
- Aniseia martinicensis (Jacq.) Choisy